# Gravy Train (gruppo musicale)
I Gravy Train sono stati un gruppo rock progressivo inglese di Manchester della fine degli anni sessanta, con echi di Uriah Heep e Jethro Tull.
Dopo aver pubblicato i primi due album per la Vertigo Records, la band è approdata alla Dawn Records per i due successivi, perdendo originalità e consensi.

## Formazione
- Norman Barratt (voce, chitarra)
- J. D. Hughes (fiati, tastiere, voce)
- Les Williams (basso, voce)
- Barry Davenport (batteria)

## Discografia
- 1970 Gravy Train
- 1971 (A Ballad of) A Peaceful Man
- 1973 Second Birth
- 1974 Staircase to the Day

## Curiosità
Norman Barratt sostituì Jimmy Page nella formazione di Screaming Lord Sutch.